# François Pierre Amey
François Pierre Joseph, baron Amey, né le 2 octobre 1768 à Sélestat (Bas-Rhin) et mort le 16 novembre 1850 à Strasbourg (Bas-Rhin), est un général français de la Révolution et de l’Empire. Il participe notamment aux colonnes infernales lors de la guerre de Vendée.

## Biographie
Fils de François Pierre, chirurgien-major au régiment Suisse de Waldner, et de Ursule Collignon, il entre comme cadet le 1er octobre 1783 dans le régiment de Vigier, où il obtient un avancement assez rapide. 
Sous-lieutenant le 18 juin 1788, il fait ses premières armes dans les rues de Nancy le 31 août 1790 avec le régiment de Châteauvieux. Licencié le 7 octobre 1792, il est fait capitaine de la 1re compagnie de la légion du Rhin le 10 du même mois. Il passe presque aussitôt à l'armée des côtes de La Rochelle, puis à celle de l'Ouest, et sert avec distinction sous Duhoux, Menou, Kléber et Marceau. Nommé adjudant-général chef de bataillon le 23 juin 1793, puis adjudant-général chef de brigade le 4 brumaire an II (25 octobre 1793), il est promu général de brigade le 8 brumaire an II (29 octobre 1793). Il se fait plus particulièrement remarquer à la prise du Mans les 12 et 13 décembre 1793, où il a un cheval tué sous lui. Il participe à la guerre de Vendée jusqu'au mois de septembre 1794, où il commande la garnison de Mortagne et combat auprès des colonnes infernales.

Le 24 mars 1794, les officiers municipaux Morel et Carpenty auraient écrit à la Convention nationale que les troupes de Amey, à Montournais et aux Épesses, auraient jetés des femmes et des enfants vivants dans des fours à pain : 

« Amey fait allumer des fours et lorsqu'ils sont bien chauffés, il y jette les femmes et les enfants. Nous lui avons fait des représentations ; il nous a répondu que c'était ainsi que la République voulait faire cuire son pain. D'abord on a condamné à ce genre de mort les femmes brigandes et nous n'avons trop rien dit ; mais aujourd'hui les cris de ces misérables ont tant diverti les soldats et Turreau qu'ils ont voulu continuer ces plaisirs. Les femelles de royalistes manquant, ils s'adressent aux épouses des vrais patriotes. Déjà, à notre connaissance, vingt-trois ont subi cet horrible supplice et elles n'étaient coupables que d'adorer la nation. La veuve Pacaud, dont le mari a été tué à Chatillon par les Brigands lors de la dernière bataille, s'est vue, avec ses quatre petits enfants jetée dans un four. Nous avons voulu interposer notre autorité, les soldats nous ont menacés du même sort. »

Cependant, pour l'historien Alain Gérard, l'authenticité de ce passage est douteuse car le texte semble provenir de l'historien légitimiste Jacques Crétineau-Joly : un « écrivain profond autant que partisan, et qui a le sens de la formule » et « qui non seulement ne cite pas ses sources mais qui, selon la mode du temps, ne s'embarrasse pas d'en inventer, pourvu qu'elles fassent vrai »
Il est ensuite employé aux armées des Alpes et du Rhin depuis l'an III jusqu'à l'an VIII. Au 18 brumaire, Amey se trouve à Saint-Cloud et est l'un des témoins actifs de ce coup de force qui fait sortir le Consulat des ruines du Directoire. Immédiatement après cette journée fameuse, Amey est attaché à la 17e division et devient ensuite président du conseil de révision. 
Le 21 brumaire an X (12 novembre 1801), il s'embarque avec le général Charles Leclerc pour l'expédition de Saint-Domingue, et, lors de son retour en France, il est nommé le 24 fructidor an XI (11 septembre 1803), membre de la Légion d'honneur, et commandeur de l'ordre le 25 prairial an XII (14 juin 1804). À cette époque il reçoit dans la 2e division militaire, un commandement qu'il garde jusqu'en 1808. Créé baron de l'Empire le 19 mars 1808, il reçoit deux dotations de 2 000 francs chacune en Westphalie. 
Durant la guerre d'Espagne, il est détaché du service de l'intérieur et assiste au célèbre siège de Gérone en novembre 1809. Les Espagnols manquent de munitions et tombent chaque jour victimes d'une maladie épidémique, lorsque le maréchal Augereau donne l'ordre au général Pino d'enlever le faubourg de la marine. Cet ordre est exécuté avec un plein succès. Cependant les Espagnols ayant tenté une sortie générale pour ressaisir le faubourg, le général Amey, qui occupe une position au-dessous du mont Joui, vient prendre l'ennemi en flanc, le jette dans une complète déroute et enlève les redoutes du Calvaire et du Cabildo. 
En 1812, le général Amey fait la campagne de Moscou sous les ordres du maréchal Oudinot. La part qu'il prend au combat de Polotsk les 17 et 18 août, et ses manœuvres habiles pendant la retraite, lui valent une mention honorable dans les bulletins officiels. Le 19 novembre, il est promu au grade de général de division. 
Comble de l'ironie : après les massacres qu'il avait commandés durant la guerre de Vendée, le 8 juin 1814, le baron Amey est nommé par Louis XVIII chevalier de Saint-Louis — il commande alors la 2e subdivision de la 2e division militaire, sous les ordres du duc de Tarente. Le 4 mars 1815, il assiste à la réception qui est faite à Limoges par le maréchal au duc et à la duchesse d'Angoulême, démarche que d'ailleurs l’étiquette commandait. Après le 20 mars, il envoie son adhésion à l'Empereur. Admis à la retraite le 9 novembre 1815, avec une pension de 6 000 francs, il se tient dès lors éloigné des affaires. Le 7 février 1831, il est mis dans le cadre des officiers généraux comme disponible. Il est rentré dans la position de retraite en 1833.
Il épouse en premières noces Anna Marguerite Elisabeth Hantzler, et, en secondes noces, Caroline Henriette Charlotte de Polentz. Du 11 février 1820 au 9 août 1830, il est maire de Sélestat, sa ville natale. Le 16 mars 1972, le Conseil municipal de Sélestat donne son nom à un nouveau boulevard. Il meurt le 16 novembre 1850, à Strasbourg, en son domicile, au numéro 3 de la rue de la Mésange, et est inhumé au cimetière Sainte-Hélène de cette ville.
Un de ses contemporains, le général Auguste Jean Ameil, le qualifie d'« homme fort médiocre ».

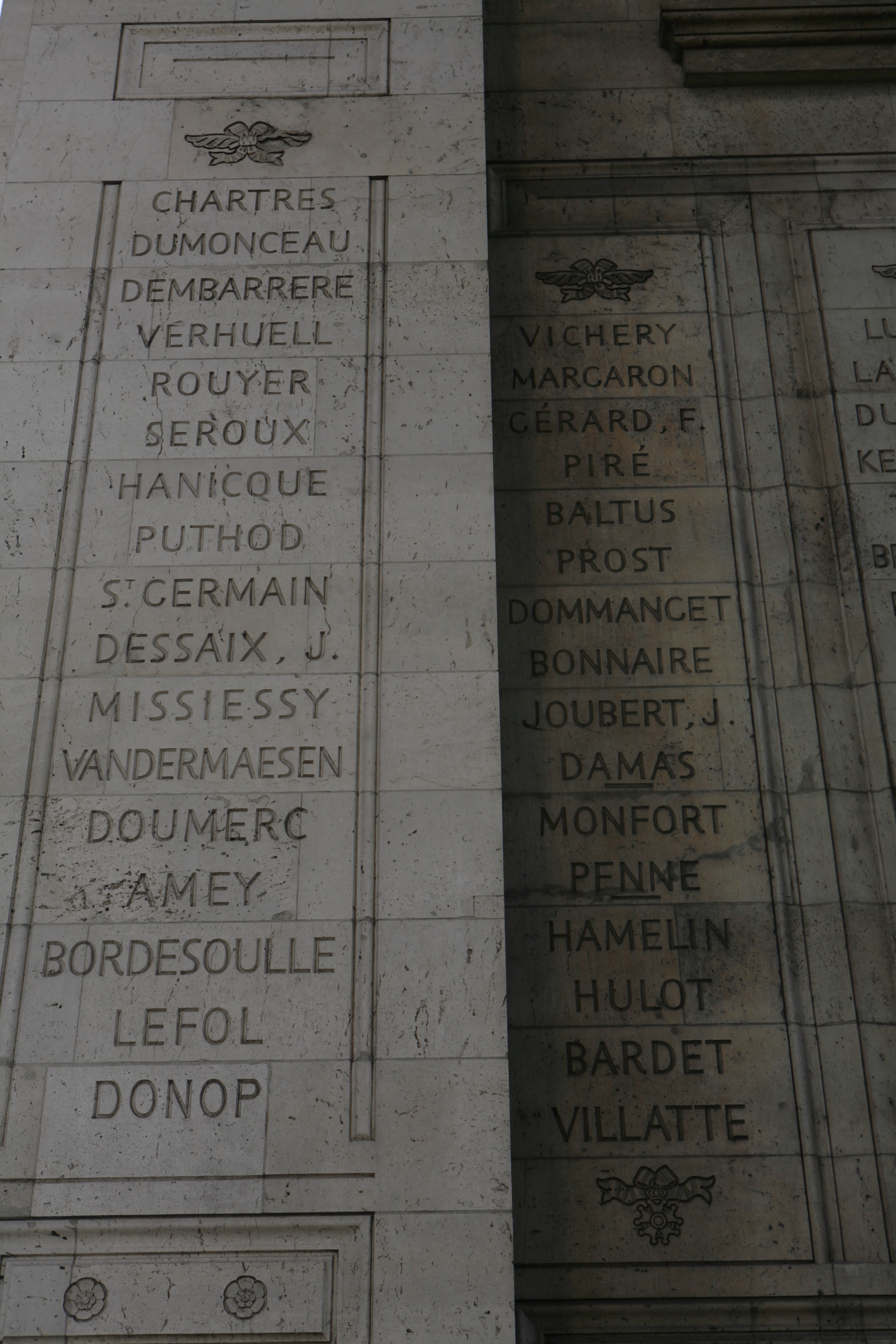
Noms gravés sous l'arc de triomphe de l'Étoile : pilier Ouest, 1ère et 2e colonnes.

## Distinctions
- Il fait partie des 660 officiers à avoir son nom gravé sous l'arc de triomphe de l'Étoile.

## Armoiries
| Figure | Blasonnement |
|        | Armes du baron Amey et de l'Empire Coupé : au 1, parti d'argent, à la tour sommée d'une tourelle de sable et ajourée du champ et du quartier des Barons militaires de l'Empire ; au 2, d'azur, à trois têtes de léopard d'or., |

### Sources
- « François Pierre Amey », dans Charles Mullié, Biographie des célébrités militaires des armées de terre et de mer de 1789 à 1850, 1852 [détail de l’édition] ;
- Archives nationales (CARAN) – Service Historique de l’Armée de Terre – Fort de Vincennes – Dossier S.H.A.T. Côte : 7 Yd 554.